# Linia Q metra w Nowym Jorku

Mapa linii

Linia Q – linia metra nowojorskiego. Jest oznaczona kolorem żółtym na znakach stacji, znakach trasy oraz na oficjalnych mapach metra. Na swym przebiegu przez Manhattan nosi nazwę BMT Broadway Line. 
Linia Q kursuje przez cały czas. W dni powszednie pociągi kursują od Astoria – Ditmars Boulevard w Queens do Coney Island – Stillwell Avenue; w Brooklynie przez Astorię, Broadway, południową część Manhattan Bridge i BMT Brighton Line, lokalnie w Queens i Brooklynie oraz ekspresowo między 34th Street – Herald Square i Canal Street na Manhattanie. Podczas późnych godzin nocnych i weekendów linia Q kończy na 57th Street – Seventh Avenue.